# کیلیان (لوئیزیانا)
کیلیان (به انگلیسی: Killian) شهری در ایالت لوئیزیانا کشور ایالات متحده آمریکا است که جمعیت آن در سرشماری سال ۲۰۱۰ میلادی، ۱٬۲۰۶ نفر بوده‌است.